# 普尔加尔
普尔加尔，是西班牙卡斯蒂利亚-拉曼恰托莱多省的一个市镇。总面积39平方公里，总人口1290人（2001年），人口密度33人/平方公里。